# Borbacha sarawakaria
Borbacha sarawakaria är en fjärilsart som beskrevs av Achille Guenée 1858. Borbacha sarawakaria ingår i släktet Borbacha och familjen mätare. Inga underarter finns listade i Catalogue of Life.